# Fehmarn
Fehmarn este o insulă din Marea Baltică, și în același timp numele orașului de pe insulă, care ține de landul Schleswig-Holstein, Germania. În cadrul reformei administrative din 2003, teritoriul de până atunci al orășelului a fost extins pe întreaga suprafață a insulei, incluzând acuma toate localitățile de pe insulă.

## Proiectul unui pod / tunel uriaș
În anul 2009 Danemarca și Germania au hotărât construirea unui pod rutier uriaș între localitățile Rødby de pe insula Lolland, Danemarca, și Puttgarden de pe insula Fehmarn, Germania, a cărui construcție va începe în anul 2013. Podul va lega cele două maluri ale strâmtorii baltice Fehmarnbelt, va avea o lungime de 19 km și va duce, începând din 2020, la un reviriment economic și turistic major în întreaga zonă, inaugurând traseul rutier direct (Hamburg → Lübeck - Copenhaga.

## Costuri
Conform calculului inițial costurile totale se vor ridica la 4,5 miliarde de euro. Cea mai mare parte din costuri va fi preluată de Danemarca, și anume pentru porțiunea de pod Rødby - Puttgarden, dar nu și pentru conexiunea Puttgarden - Lübeck de pe teritoriul german.
În octombrie 2010 costurile au fost recalculate la 5,5 miliarde euro.
Începând din ianuarie 2011 în locul acestui pod Danemarca a început să prefere un tunel rutier și feroviar submarin de 17,6 km lungime pe același traseu. Costurile pentru tunel au fost calculate la 5,1 miliarde euro.
Hotărârea concretă de construire mai trebuie însă luată în parlamentele celor 2 țări.